# Сыроежка Мэйра
Сырое́жка Мэ́йра, или заме́тная (лат. Rússula nóbilis) — вид грибов, включённый в род Сыроежка (Russula) семейства Сыроежковые (Russulaceae).

## Описание
Шляпка достигает 3—9 см в диаметре, сначала полушаровидная, затем выпуклая, уплощённая и слабо вдавленная. Окраска сначала кроваво-красная, затем вымывающаяся и становящаяся красно-розовой, иногда совсем белой. Кожица снимается только по краю шляпки.
Пластинки частые, приросшие к ножке, сначала беловатые, затем светло-кремовые.
Ножка цилиндрическая, крепкая, чисто-белая, очень редко, если край шляпки не отгибается, розоватая, в основании иногда желтоватая или буроватая.
Мякоть крепкая, белая, под кожицей красноватая, с фруктовым или медовым запахом и сильным едким вкусом. При реакции с раствором гваякума интенсивно окрашивается.
Споровый порошок белого цвета. Споры 6,5—8×5,5—6,5 мкм, обратнояйцевидные, бородавчатые, с хорошо развитой сеточкой. Пилеоцистиды булавовидные.
Считается несъедобным и даже ядовитым грибом из-за горького вкуса. В сыром виде может вызвать лёгкое желудочно-кишечное отравление.

## Сходные виды
- Russula emetica (Schaeff.) Pers., 1796 произрастает в основном в хвойных лесах, отличается более интенсивно окрашенной шляпкой, с возрастом становящейся воронковидной.
- Russula grisescens (Bon & Gaugué) Marti, 1984 произрастает в хвойных лесах, мякоть заметно сереет в воде и во влажную погоду.
- Russula luteotacta Rea, 1922 произрастает в основном под грабом, отличается интенсивно желтеющей через несколько часов мякотью, довольно редкими и иногда нисходящими пластинками и не сетчатыми спорами.
- Russula persicina Krombh., 1845 также произрастает под буком, отличается красноватой ножкой, кремовым споровым порошком и желтоватыми у старых грибов пластинками.
- Russula rhodomelanea Sarnari, 1993 произрастает под дубом, отличается более редкими пластинками и чернеющей при высыхании мякотью.
- Russula rosea Pers., 1796 также встречается в буковых лесах, отличается красноватой ножкой и негорьким вкусом.
- Russula silvestris (Singer) Reumaux, 1996 внешне почти неотличима, отличается негативной цветовой реакцией на раствор сока гваякума и более крупными спорами.

## Экология
Вид широко распространён в Южной Европе, произрастает почти исключительно в буковых лесах.

## Таксономия

### Синонимы
- Russula emetica var. mairei (Singer) Killerm., 1936
- Russula emetica var. nobilis (Velen.) Melzer & Zvára, 1927
- Russula fageticola Melzer ex S.Lundell, 1956
- Russula fageticola (Romagn.) Bon, 1986, nom. illeg.
- Russula fageticola var. strenua Carteret & Moënne-Locc., 2003
- Russula fagetorum Bon, 1989
- Russula mairei Singer, 1929